# حج حتب
حج حتب، هو إله ثانوي في الديانة المصرية القديمة، إله للأقمشة والملابس، وإلى حد أقل، لإنتاج النسيج والموتى. يوصف حج حتب أحياناً كإلهة بدلاً من إله، حاملاً صولجان الواچ 𓇅 وعلامة عنخ. ربما نشأ حج حتب من الجزء الشمالي من مصر الوسطى.
أقدم الشهادات على وجود إله باسم حج حتب تعود إلى الأسرة الثانية عشرة من الدولة الوسطى، عندما ظهر في تعاويذ نصوص التوابيت بما في ذلك الفصلين 779 و908.
قد يكون هناك مركز عبادة لحج حتب في ذلك الوقت شرق الفيوم في اللاهون. في قرية الحرجة القريبة، اكتشفت القطع الأثرية الوحيدة المخصصة حصرا وصراحة لحج حتب، وهي اللوحة AEIN 1540 من قبر رجل يدعى نبيبو الذي حمل ألقاب "ساقي" و"حافظ الملابس". يشير استخدام الأسماء في منطقة إهناسيا خلال الدولة الوسطى إلى أن حج حتب كان لديه طائفة متنامية وكهنوت مخصص. ومع ذلك، لا يبدو أن حج حتب كان يُكرم من قبل الكهنة المخصصين في الفترات اللاحقة من تاريخ مصر القديمة، حيث ظهر فقط بشكل متقطع على التوابيت وفي السياقات الدينية الطقسية المكرسة للملك.
بالتوازي مع هذه التطورات، بدأت أدوار حج حتب الطبية في الدولة الحديثة. استدعي مع شسمو، إله إعداد المراهم، في علاج الصداع وآلام المعدة، وفي صنع التمائم حيث كان مسؤولاً عن حبالها. وثيقة بردية أخرى من نفس الفترة تقدم حج حتب في صورة ثنائية: مفيد كإله للملابس ولكنه ضار كإله ارتكب جريمة ضد منتو، ربما هارباً مع إحدى زوجاته الإلهيات أو أجبره على علاقة جنسية مشابهة لما حدث في "نزاع حورس وست". من هذا الوقت فصاعداً، غالباً ما يرتبط حج حتب بإلهة النسيج تيت وكذلك رننوتت.
أصبح حج حتب يُكرم بشكل متزايد خلال الفترة المتأخرة من مصر القديمة، مملكة البطالمة والفترة الرومانية، حيث يظهر بديلاً عن حورس كابن إيزيس في مشاهد تقديم الملابس. في الفترة الأخيرة، يتطور التزامن مع الإله شو، مما يجعل حج حتب ابناً لـ رع وأول من ألبس العراة، بعد أن اخترع الملابس. ومع ذلك، يظل حج حتب بشكل أساسي الإله الذي يصنع ملابس الملك والآلهة والموتى، مما يحفز بالتالي قيامتهم.

### الهوامش
1. 1 2 3  Zecchi 2001، صفحة 5.
2. ↑  Zecchi 2001، صفحة 10.
3. ↑  Lorton 2001، صفحة 67.
4. ↑  Boeser 1915، صفحة 6، tav. Vd.
5. ↑  Zecchi 2001، صفحة 9.
6. 1 2 3  Zecchi 2001، صفحة 6.
7. ↑  Faulkner 1977، صفحات 154 & 305.
8. ↑  Engelbach & Gunn 1923، صفحة 26، pl. XXIV.2 & LXXI.
9. ↑  Koefoed-Petersen 1948، صفحات 13–14.
10. ↑  Zecchi 2001، صفحات 6–7.
11. 1 2  Zecchi 2001، صفحة 7.
12. ↑  Abd El-Mohsen 1966، صفحة 28، pl. XVIII.
13. ↑  Borghouts 1981، صفحة 11–22.
14. ↑  Zecchi 2001، صفحة 8.
15. ↑  Zecchi 2001، صفحة 19.